# Jatipasar
Jatipasar is een bestuurslaag in het regentschap Mojokerto van de provincie Oost-Java, Indonesië. Jatipasar telt 3488 inwoners (volkstelling 2010).